# Lis Jacobsen
Elisabeth (Lis) Jacobsen, nascuda Rubin, (Copenhaguen, 29 de gener de 1882- Hellerup, 18 de juny de 1961) va ser una filòloga, arqueòloga i escriptora danesa. Se la recorda en primer lloc per les seves investigacions i publicacions sobre la història de la llengua danesa, però també va ser una runòloga experta que va publicar una anàlisi exhaustiva de totes les inscripcions rúniques conegudes a Dinamarca. Des del 1911, Jacobsen va tenir un paper important en tots els camps de la investigació relacionats amb la llengua danesa.

## Primers anys i educació
Nascuda el 29 de gener de 1882 a Copenhaguen, Jacobsen va créixer en el sí d'una rica família jueva, filla de Marcus Rubin (1854-1923), director del Banc Nacional de Dinamarca, i de la seva esposa Kaja Davidsen (1854-1909). Després d'haver-se matriculat a l'Escola de N. Zahle el 1900, es va qualificar com a mestra el 1903. El mateix any es va casar amb l'historiador Jacob Peter Jacobsen. El 1904 va començar a estudiar filologia escandinava a la Universitat de Copenhaguen, on va rebre la medalla d'or de la universitat pel seu assaig del 1907 Naar og hvorledes har det fællesnordiske Sprog spaltet sig i forskellige Grene (en català: Quan i com es va dividir la llengua nòrdica comuna en diferents branques). Després de rebre el màster el 1908, el 1910 es va convertir en la primera dona de Dinamarca a obtenir el doctorat en filologia nòrdica amb una tesi titulada Studier til det danske Rigssprogs Historie fra Eriks Lov til Chr. III.s Bibel (en català: Estudis sobre la història de la llengua danesa des de la llei d'Erik fins a la Bíblia de Christian III).

## Trajectòria
Adonant-se de les limitacions d'altres investigacions sobre la llengua danesa a causa de l'absència de textos i diccionaris adequats, el 1911, gràcies al suport de Kristian Erslev i Carl S. Petersen, va fundar la Society for Danish Language and Literature (Det danske sprog- og litteraturselskab o DSL) que va dirigir fins al 1931, després de la qual va exercir d'administradora. DSL va guanyar importància mitjançant la publicació de nombroses obres de Jacobsen.
En col·laboració amb Harald Juul-Jensen (1982-1949), Jacobsen va organitzar la publicació d'un diccionari danès complet, Ordbog over det danske Sprog, que va aparèixer en 28 volums del 1919 al 1956. Com a resultat del seu interès per les runes, al 1942 es va publicar gràcies al suport de la Fundació Carlsberg i en col·laboració amb Erik Moltke, Danmarks Runeindskrifter (Inscripcions rúniques de Dinamarca), una obra de 3 volums amb descripcions, fotografies de tots els runetons supervivents, il·lustracions de runes destruïdes quan estiguessin disponibles, mapes i un índex. Danmarks Runeindskrifter proporciona el mateix nivell de completesa per a les pedres rúniques de tota l'època vikinga, que cobreix geogràficament la moderna Dinamarca, el sud de Schleswig, Escània, Halland i Blekinge. A més, es va publicar una versió de butxaca amb el mateix títol la qual només contenia breus descripcions de les pedres.
Després de la Segona Guerra Mundial, Jacobsen va continuar organitzant i iniciant la creació d'altres obres importants, com ara Nordisk Kultur (Cultura Nòrdica) i Kulturhistorisk Leksikon per Nordisk Middelalder (Enciclopèdia de l'Escandinàvia Medieval), finalitzada el 1979. El 1952 va iniciar l'elaboració del popular Nudansk Ordbog (Diccionari del danès modern) i, el 1957, sobre Synonymordbogen (Diccionari de sinònims).
Lis Jacobsen va morir a Hellerup el 18 de juny de 1961 i va ser enterrada a Sindbjerg, prop de Vejle. El seu marit va morir de tuberculosi el 1918, amb qui ja tenia les seves dues filles adolescents, una nascuda sorda.